# ژان-کلر تودیبو
ژان-کلر دیمیتری روجر تودیبو (فرانسوی: Jean-Clair Todibo‎؛ زادهٔ ۳۰ دسامبر ۱۹۹۹) بازیکن فوتبال اهل فرانسه است.
از باشگاه‌هایی که در آن بازی کرده‌است می‌توان به تولوز، بارسلونا و شالکه ۰۴ اشاره کرد.
او در اختیار بارسلونا قرار دارد و بازیکن این تیم به حساب می‌آید اما به صورت قرضی در باشگاه فوتبال نیس فرانسه بازی می‌کند.

## عملکرد باشگاهی

### تولوز
تودیبو در سال ۲۰۱۶ از لس لیلاس به تولوز پیوست. او اولین بازی لیگ خود را در ۱۹ اوت ۲۰۱۸ در برابر بوردو در دربی دو لا گارن انجام داد و ۸۹ دقیقه با نتیجه ۲ بر یک به برتری خانگی رسید. در تاریخ ۱ سپتامبر، او در دقیقه ۲۶ در پیروزی ۲–۱ در برابر گنگام اخراج شد. او ده بازی برای این باشگاه انجام داد و یک بار به تساوی کشید که در آن او یک گل مقابل رن به ثمر رساند.

### بارسلونا
در تاریخ ۸ ژانویه سال ۲۰۱۹، تودیبو با بارسلونا به توافق رسید که در صورت تمدید قرارداد او با تولوز، در ژوئیه سال ۲۰۱۹ به آنها بپیوندد. با این حال، طرف اسپانیایی انتقال را به جلو هل داد و وی در تاریخ ۳۱ ژانویه ۲۰۱۹ به این باشگاه پیوست. وی ۲۲مین بازیکن فرانسوی بود که برای بارسلونا بازی کرد و پیراهن شماره ۶ را به دست آورد. او اولین بازی خود را برای بارسلونا در بازی لالیگا برابر هوئسکا در تاریخ ۱۳ آوریل با نتیجه ۰–۰ انجام داد. او بخاطر عملکردش مورد تمجید زیادی قرار گرفت.

### شالکه ۰۴
در ۱۵ ژانویه سال ۲۰۲۰، تودیبو تا پایان فصل با گزینه خرید ۲۵ میلیون یورو به اضافه ۵ میلیون یورو به اضافه پاداش، به باشگاه شالکه ۰۴ در بوندس لیگا قرض داده شد. در ماه مارس، تودبیو به عنوان بازیکن ماه شالکه توسط هواداران معرفی شد.

## عملکرد بین‌المللی
تودیبو در تاریخ ۱۶ نوامبر ۲۰۱۸، در یک تساوی ۱–۱ دوستانه با سوئیس در کارتاخنا، اسپانیا، اولین بازی بین‌المللی خود برای زیر ۲۰ سال فرانسه را انجام داد.

## افتخارات

#### بارسلونا
- لالیگا:۱۹–۲۰۱۸